# Оршанов-Лучицький Болеслав Людвикович
Болесла́в Лю́двикович Орша́нов-Лучи́цький (справжнє прізвище — Лучицький; нар. 1869, Київ — пом. 1 січня 1932, Буринь) — український актор і режисер, Герой Праці (1920).

## Життєпис
Театральну кар'єру розпочав 1881 року у трупі свого батька Л. Т. Лучицького, разом з яким виступав в Одеській російській драматичній трупі та опереті.
1890—1991 — працював у колективі О. Василенка (Десятникова).
Від 1891 — знову в трупі батька (від 1900 — керівник цієї трупи), з якою мандрував Бессарабією, Молдовою, містами України, Росії. Тоді ж взяв прізвище Оршанов.
1900—1904 — працював у складі колективів П. С. Мірова-Бенюха (Бодюха).
1905—1909 — в трупі О. Суходольського.
1904 — режисер-постановник і актор Одеського малого театру.
1910 грав разом із М. Заньковецькою у Ніжині.
1919—1921 — актор і режисер Червоноармійського клубу Бузулука (Росія).
1921—1925 років створював пролетарські театральні трупи.
1923—1924 — керівник драматичної студії в Ічні.
1927—1930 — керівник театру при клубі Півненків цукроварні в Тростянці.
1929—1932 — режисер драматичного театру при Буринському цукровому заводі.

## Ролі
- Кузьма Гордієнко («Хмара» О. Суходольського)
- Микита («Дай серцю волю, заведе в неволю» М. Кропивницького)
- Отрадін («Воскресіння» за Л. Толстим)
- Петро, Возний («Наталка Полтавка» І. Котляревського)
- Раскольников («Злочин і кара» за Ф. Достоєвським)
- Степан («Мартин Боруля» І. Карпенка-Карого)
- Хома, Голохвастов, Черевик («Ой не ходи, Грицю, та й на вечорниці», «За двома зайцями», «Сорочинський ярмарок» М. Старицького)

## Родина
Син антрепренера Людвика Лучицького і актриси Зінаїди Василівни Лучицької.
Брат Владислава Лучицького-Данченка і Катерини Лучицької, батько Анжеліни та Бориса Лучицьких.